# Koszewnica (powiat siedlecki)
Koszewnica – wieś w Polsce położona w województwie mazowieckim, w powiecie siedleckim, w gminie Kotuń. Ma status sołectwa.
Wierni Kościoła rzymskokatolickiego należą do parafii Świętej Trójcy w Żeliszewie Podkościelnym.
W latach 1954–1959 wieś należała i była siedzibą władz gromady Koszewnica, po jej zniesieniu w gromadzie Żeliszew Podkościelny. W latach 1975–1998 miejscowość należała administracyjnie do województwa siedleckiego.
Znajduje się tutaj przystanek kolejowy.